# Мартін Оберг
Мартін Оберг (швед. Martin Åberg) — шведський дипломат. Надзвичайний і Повноважний Посол Королівства Швеція в Україні (з 2023).

## Життєпис
На дипломатичній роботі працював у посольствах Швеції у Ризі, Кіншасі, Гельсінкі та Москві.
У 2013—2015 рр. — Тимчасовий повірений у справах Швеції в Республіці Білорусь.
У 2015—2017 рр. — Надзвичайний і Повноважний Посол Швеції у Республіці Білорусь.
У 2017—2023 рр. — начальник відділу європейських кореспондентів у Міністерстві закордонних справ Швеції і виконує роль європейського кореспондента.
З 20 квітня 2023 року — Надзвичайний і Повноважний Посол Швеції в Україні.
15 серпня 2023 року вручив копії вірчих грамот заступнику Міністра закордонних справ України Євгену Перебийносу.
17 серпня 2023 року вручив вірчі грамоти Президенту України Володимиру Зеленському.